# シャルル4世 (ロレーヌ公)

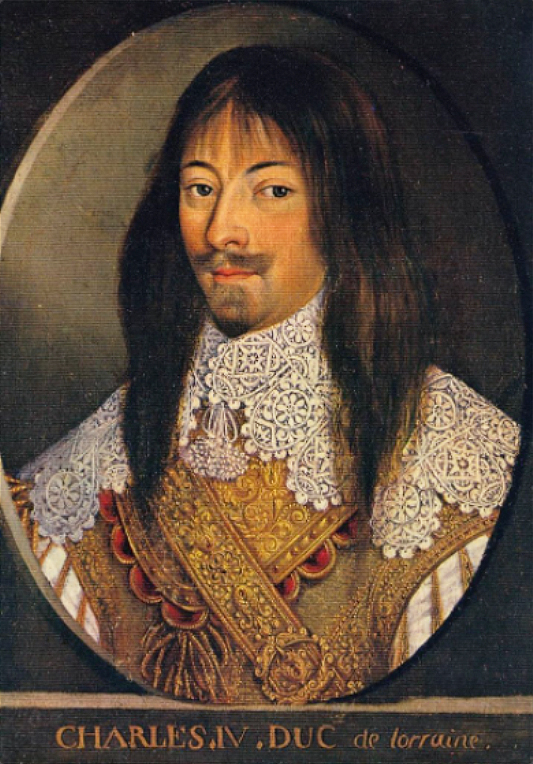
シャルル4世

シャルル4世（Charles IV, 1604年4月5日 - 1675年9月18日）は、ロレーヌ公（在位：1624年 - 1625年、1625年 - 1634年、1661年 - 1675年）。ドイツ語名ではカール4世（Karl IV）。父はロレーヌ公フランソワ2世、母はザルム女伯クリスティーナ。ロレーヌ公ニコラ2世、フランス王ルイ13世の弟オルレアン公ガストンの2番目の妃マルグリットの兄。

## 生涯
1621年に伯父アンリ2世公の娘で従妹のニコルと結婚し、1624年の伯父の死後、ニコルと共にロレーヌ公位を継承した。しかしその後、サリカ法に基づいて相続を処理しなおすこととなり、翌1625年に父が一旦ロレーヌ公位に即き、数日後に譲位される形で改めてシャルル単独で公位を継承した。
1631年、フランスでルイ13世の母マリー・ド・メディシスと弟のオルレアン公ガストンが政争に敗れ、フランスから追放されてロレーヌに逃げた。シャルルはガストンを匿い、妹マルグリットとガストンを結婚させたが、フランス軍の侵攻を受け降伏し、フランスへ譲歩を余儀なくされた。1634年にスペイン領ネーデルラントから支援を受けて反乱を起こしたが、フランス軍に鎮圧されてしまい、弟のニコラ2世に公位を譲り、神聖ローマ皇帝フェルディナント2世の下へ亡命した。三十年戦争ではオーストリア軍の将軍として活動した。
1652年にフロンドの乱に介入したが失敗、1661年にニコラ2世から公位を譲られ復帰したが、1670年に公国はフランスに占領され、以後20年以上ロレーヌ家の一族は公国を取り戻すことがなかった。オランダ侵略戦争では皇帝軍の一員として参戦し、1675年にコンザールブリュックの戦いでフランスの将軍クレキを破り、トリーアを落としてクレキを捕らえたが、同年に71歳で死去した。甥のシャルル5世が公位を継いだ。
しばしば「シャルル3世」とも呼ばれるが、これは下ロレーヌ公シャルルを数えない場合の呼び名である。

## 子女
1621年にニコルと結婚したが1635年に離婚した（教皇庁から婚姻の無効は認められていない）。ニコルとの間に子供はいない。
1637年、ベアトリクス・ド・キュザンス（1614年 - 1663年）と再婚、3人の子を儲けた。ただし、ニコルとの結婚関係は無効とされていないため、子供達に継承権は無かった。
- フランソワ（1637年 - 1638年）
- アンヌ（1639年 - 1720年） - 同族のリルボンヌ公・ジョワイユーズ公フランソワ・マリー・ド・ロレーヌと結婚。ジョワイユーズ女公（1694年 - 1714年）
- シャルル・アンリ（1649年 - 1723年） - ヴォーデモン公

1665年、マリー・ルイーズ・ダスプルモン（1652年 - 1692年）と3度目の結婚をした。